# دومينيكو دوناتي
دومينيكو دوناتي (بالإيطالية: Domenico Danti)‏ هو لاعب كرة قدم إيطالي في مركز الهجوم، ولد في 12 يناير 1989 في San Giovanni in Fiore ‏ في إيطاليا. لعب مع كوسينزا كالشيو ونادي ترنانا ونادي ريجينا ونادي سيينا.